# Sigyn
În mitologia nordică, Sigyn (sau Sigunn) este soția lui Loki, zeu căruia i-a dăruit doi fii: Narvi și Váli. Personificare a fidelității, Sigyn nu și-a abandonat soțul nici chiar când acesta a fost înlănțuit de o stâncă pentru fapta sa de a plănui moartea zeului Baldur. Chiar mai mult, ea aduna într-o cupă veninul pe care șarpele, aflat deasupra lui Loki îl scuipa pe fața lui, în tot timpul ispășirii pedepsei. Totuși, când Sigyn pleca să golească cupa, veninul curgea în ochii damnatului, provocându-i mari dureri.
Numele lui Sigyn înseamnă după unele surse "cea care aduce victorie".
Acest articol referitor la mitologia nordică  este deocamdată un ciot. Puteți ajuta Wikipedia prin completarea lui!
1. ↑  IeSBE / Freiia, sestra Freira[*] Verificați valoarea |titlelink= (ajutor)